# 魏博節度使
魏博節度使，唐末為天雄軍節度使，是唐朝在今河北地区设置的節度使，唐末到五代割据河北魏博（今邯鄲）一帶，为河北三镇之一。在8世纪末是河北三镇的首领，9世纪衰落。

## 田氏割据
首任节度使田承嗣原为史朝义旧将。广德元年（763年）投降唐朝，唐朝为了笼络河北旧部，任命田承嗣为魏博德沧瀛五州都防御使（同年六月改为魏博节度使），統率魏、博、德、沧、瀛五州（今河北到山東一帶），驻魏州（今河北大名），拥兵十万，形同割据，与成德节度使李宝臣、幽州节度使李怀仙称“河北三镇”。
大历十年（775年），攻陷相州、卫州，田承嗣暗中勾结淄青节度使李正己，挑拨李宝臣与幽州节度使朱滔，使朝廷只得承认田氏割据。大历十四年（779年）田承嗣卒。临终时命侄子田悦为留后。开了藩镇世袭先例。唐德宗建中年间，田悦先与成德李惟岳、淄青李纳、山南东道梁崇义，后与成德王武俊、淄青李纳、幽州朱滔起兵叛乱，史称四镇之乱。田承嗣的儿子田绪杀田悦，归附朝廷，依然享有魏博的政权。之后，田绪的儿子田季安接任魏博节度使。

## 田氏归附
元和七年（812年），田季安死后，子田怀谏年幼，田承嗣的堂侄田弘正被军队拥立，田弘正归顺朝廷，放弃割据，为唐宪宗平定淄青、成德、淮西立下大功，是元和中兴的关键人物。元和十五年（820年），田弘正调为成德节度使，李愬为魏博节度使。次年七月，田弘正被成德军都知兵马使王廷凑杀害。唐廷以田弘正之子田敦禮为魏博节度使，全军三万人讨王庭凑，同时命令横海、昭义、河东、义武诸军协同作战。值大雪缤纷，军不得进，田敦禮被牙将史宪诚逼害，剚劍自刎，魏博由史憲誠割据。

## 何氏、韩氏、樂氏、罗氏割据

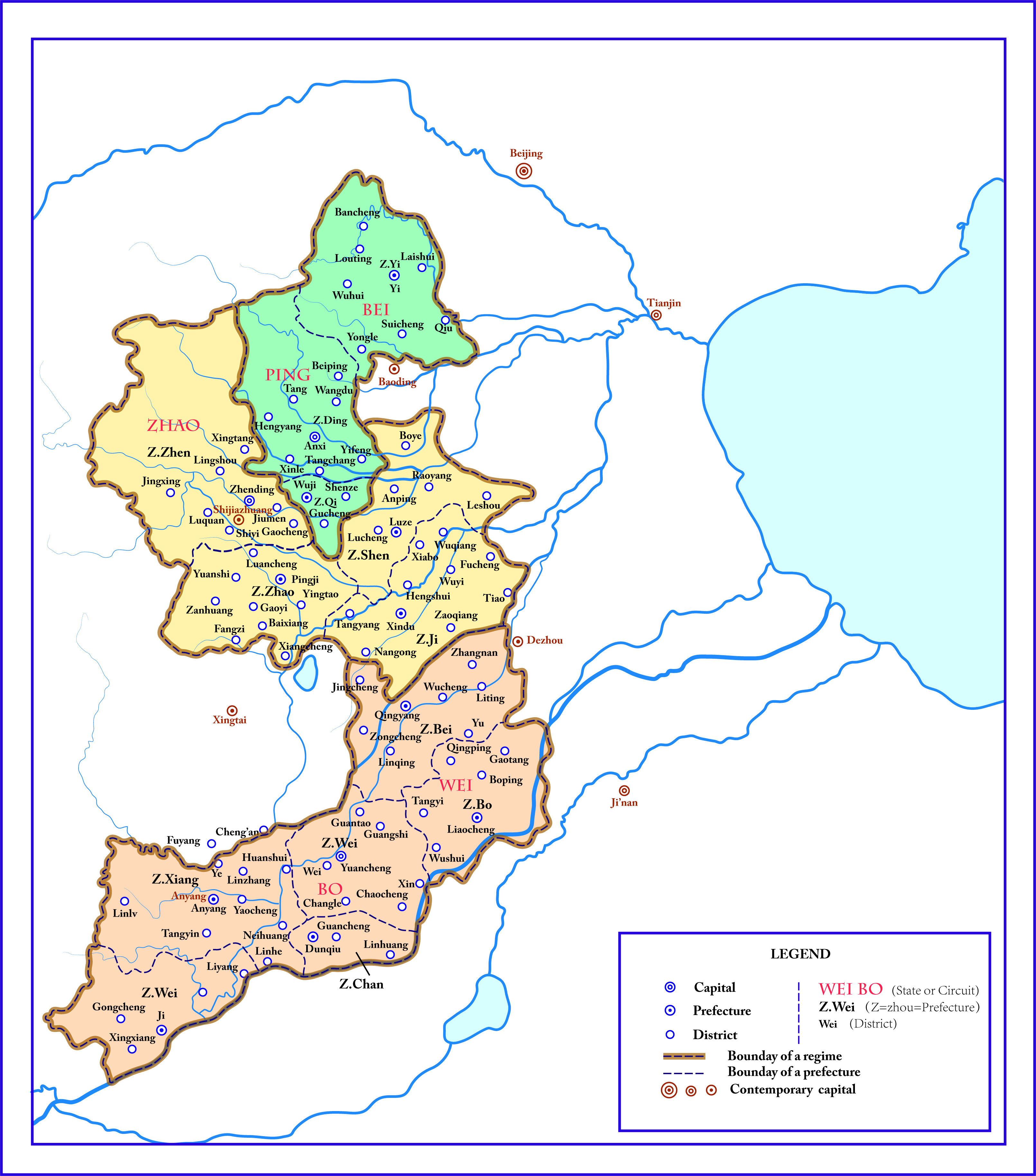
罗氏割据时期的魏博节度使辖区（土黄色部分）

唐文宗太和三年（829年），何進滔起兵杀死史宪诚而自立，开始何氏割据。何氏对朝廷比较恭敬，朝貢不绝，死後，子何弘敬即位。弘敬死，又傳子何全皞。
870年，魏州兵變，何全皞被韓君雄所殺，韓君雄死後，子韓簡即位。883年，韓簡被部下樂行達推翻，樂行達之子樂從訓施政無道，888年，魏博局勢震動，樂行達剃髮為僧，部將羅弘信自立為節度使，樂從訓向汴州節度使朱溫借兵討伐羅弘信，卻被羅弘信陣斬，羅弘信賠款給朱溫，兩人和解。天祐元年（904年），賜魏博節度使號天雄軍節度使。
罗弘信的儿子罗绍威即位之後，归附朱温。他認為魏博長期以來局勢不稳，是牙军士卒随立节度使的结果。天祐三年（906年），罗绍威遭遇兵變，他向朱温軍隊請求支援，进入魏博，杀死了大部分牙军，此举使魏博軍元气大伤，沦为小藩镇，罗绍威死後，子羅周翰即位，為後梁公主駙馬，卻被宣武節度使楊師厚驅逐。後梁命羅周翰為宣武節度使，封楊師厚為魏博节度使，915年三月楊師厚死後，梁末帝将相、卫、澶三州分割，别为一镇，以贺德纶为魏博节度使，以张筠为相州节度使，导致魏博大亂，当月二十九日夜，楊師厚的银枪军親兵們发动叛乱，乱军首领张彦派曹廷隐向河东李存勗求援，李存勗立即领军从晋阳赶赴魏州，杀死张彦，收编银枪军，魏博镇遂归后唐。
李存勗稱帝，是為後唐莊宗，同光四年（926年），魏博軍的一名士兵皇甫暉，因其部隊被發配貝州（今河北省南宮市），不能歸鄴城（今河北省大名縣），在一晚赌博輸錢之後，怒而煽動思鄉的士兵殺主帥楊仁晸，發動兵變，立偏將趙在禮為留後，是為鄴城之變，存勗命李嗣源討伐，嗣源被軍士挾持，被迫與魏博叛軍合兵造反，往洛邑前進。莊宗正打算御駕親征時，卻被懷有私仇的部將郭從謙起兵殺害，史稱興教門之變，興教門之變亦是鄴城之變的延續，故莊宗也可說死於魏博兵變。
后汉末年，天雄军节度使郭威又夺取政权，建立后周。

## 历代節度使
- 田承嗣（763－779年）
- 田悦（779－784年）
- 田绪（784－796年）
- 田季安（796－812年）
- 田怀谏（812年）
- 田弘正（812－820年）
- 李愬（820－821年）
- 田敦禮（821年）
- 史宪诚（822－829年）
- 李听（829年）
- 何进滔（829－840年）
- 李绾（840年）（遥领）
- 何弘敬（840－865年）
- 何全皞（865－870年）
- 李儼（870－871年）（遥领）
- 韩君雄（871－874年）
- 韩简（874－883年）
- 李震（883—？）（遥领）
- 乐彦祯（883－888年）
- 罗弘信（888－898年）
- 罗绍威（898－910年）
- 羅周翰（910－912年）
- 楊師厚（912－915年）
- 贺德伦（915年）
- 李存勗（915－923年）
- 王正言（923年）
- 李继岌（923－925年）
- 王正言（925－926年）
- 李从荣（926－927年）
- 赵敬怡（927－928年）
- 石敬瑭（928－931年）
- 李从厚（931－933年）
- 范延光（934－935年）
- 李重美（935年）
- 刘延皓（935－936年）
- 张令昭（936年）
- 范延光（936年－938年）
- 刘处让（938年）
- 杨光远（938年）
- 高行周（938－940年）
- 刘知远（940－941年）
- 李德珫（941年）
- 石重贵（941－942年）
- 李德珫（942－943年）
- 张从恩（943－944年）
- 马全节（944－945年）
- 杜重威（945－947年）
- 高行周（947－950年）
- 郭威（950年）
- 王殷（951－953年）
- 符彦卿（954－969年）
- 王祐（969年）
- 李继勋（969－977年）

## 辖区
- 魏州（治今河北邯鄲市大名县），首府
- 博州（治今山东聊城市）
- 相州（治今河南安阳市）
- 卫州（治今河南新鄉市辉县市）
- 贝州（治今河北邢台市清河县）
- 澶州（治今河南濮阳市）

### 短期暂领
- 瀛州（治今河北滄州市河间市）
- 沧州（治今河北沧州市）
- 德州（治今山东德州市陵城區）
- 洺州（治今河北邯郸市永年区）